# 甲越同盟
甲越同盟（こうえつどうめい）は、天正7年（1579年）に甲斐の戦国大名・武田勝頼と越後の戦国大名・上杉景勝との間で成立した同盟。越甲同盟（えつこうどうめい）とも呼ばれる。
3年後の天正10年（1582年）に起こった甲州征伐まで軍事同盟として機能し、戦国時代後期の甲斐や越後、後北条氏の相模など東国における諸勢力の関係に影響を及ぼした。

## 同盟締結前の関係

### 甲斐武田氏と山内上杉氏・長尾氏
戦国時代、甲斐は守護・武田信虎の時代に国内統一が達成される。信虎は扇谷上杉氏・山内上杉氏の両上杉氏と同盟を結び、両上杉氏と敵対している伊勢氏（後北条氏）や駿河国の今川氏と抗争した。大永4年（1507年）に信虎は山内上杉氏とともに関東遠征を行うが、信虎は帰国すると大永5年には北条氏綱と一時的に和睦する。大永5年（1508年）に北条氏綱は山内上杉氏攻撃とため越後国の長尾為景と同調し、信虎に対しても使者の領内通過を申し出ている。同年3月10日に長尾為景は氏綱に対する贈答の使者の甲斐通過を信虎に求めるが、信虎は「長尾氏には遺恨がある」としてこれを拒絶している。これにより武田氏と後北条氏の和睦は破綻する。ただし、この時点では武田氏と長尾氏には接触が見られないため、信虎は同盟相手である山内上杉氏に配慮を示したものと考えられている。
信虎は天文年間には信濃国諏訪郡の諏訪氏・駿河の今川氏とも同盟を結び、後北条氏とは和睦する。天文9年（1540年）には諏訪氏・村上氏と結び信濃小県郡へ侵攻すると、天文10年（1541年）5月25日の海野平の戦いにおいて海野棟綱を駆逐した。海野棟綱は上野国へ亡命し、関東管領の上杉憲政を頼ったため、憲政は信濃小県郡・佐久郡へ出兵する。これにより信虎と山内上杉氏の関係は悪化し、信虎は撤兵した。
同年6月4日には甲斐へ帰国した信虎が嫡男の晴信（信玄）により駿河へ追放される事件が発生する。この間、同年7月に上杉憲政が信濃へ出兵すると、諏訪頼重は独断で憲政と和睦し、領土を割譲した。家督を継承した晴信はこれを盟約違反として諏訪攻めを行う。さらに晴信は外交方針を転換し、相模の北条氏康、駿河の今川義元との間で甲相駿三国同盟を結び、信濃侵攻を開始して信濃一帯の領国化を進める。これにより山内上杉氏との関係は悪化し、天文16年（1547年）8月6日の佐久郡志賀城攻に際しては、憲政の派遣した援軍を佐久郡小田井原において撃破した（小田井原の戦い）。その後、武田氏は北信濃の村上義清、信濃守護の小笠原長時と戦い、天文22年4月に村上義清を葛尾城（長野県坂城町）から駆逐すると、義清は越後へ亡命して長尾景虎（上杉謙信）を頼った。こうして、武田氏は北信地域において信濃国衆を後援する上杉謙信と対立し、北信濃を巡る川中島の戦いが展開された。

### 甲斐武田氏・越後長尾氏の外交路線
一方の越後では、守護代・長尾氏により国内が統一され、氏康により北関東から駆逐された関東管領の上杉憲政から山内上杉家の家督と管領職を継承した上杉謙信は北関東で氏康と対決し、信濃では北信勢力を後援して信玄と対決する二正面作戦を展開していた。
北信地域における信玄と謙信の対決は永禄4年（1561年）の第四次川中島の戦いを契機に収束し、信玄は対外方針を転換させると、永禄12年（1569年）には三国同盟を解消して今川氏領国の駿河への侵攻（駿河侵攻）を開始する。信玄の駿河侵攻は後北条氏との甲相同盟の解消を招き、駿河においては後北条氏と三河の徳川家康との挟撃を受けていた。
永禄12年、相模では後北条氏の一族（北条氏康の七男とされるが異説あり）である北条三郎（後の上杉景虎）を謙信の養子にして越相同盟が成立するが、これは軍事同盟として機能せず、北関東や東上野における北条と謙信の対立は続いた。同年に信玄は尾張の織田信長や室町幕府15代将軍足利義昭を仲介とした謙信との和睦（甲越和与）を締結し、後北条氏では越相同盟の強化を模索して信玄との対抗を続けるが、氏康没後の元亀2年（1571年）には信玄と氏康の嫡男氏政との間に再び同盟が成立（甲相同盟）、同盟は軍事同盟よりも不可侵条約として機能し、駿河は武田氏領として認知された。
信玄は元亀4年（1573年）に死去し、家督を相続した勝頼は信玄後期の外交方針を踏襲して三河・遠江の回復を目指した。しかし、天正3年（1575年）の長篠の戦いにおいて織田・徳川連合軍に敗北し、拡大領国の動揺を招いている。この時期、紀伊国に亡命していた足利義昭が武田氏（甲斐）・後北条氏（相模）・上杉氏（越後）三者の間での和睦をするよう呼びかけている（甲相越一和）。長篠の敗戦後、謙信との和睦を模索していた勝頼にとって義昭の上意は渡りに船であった。9月28日には義昭側近の一色義長に対して、義昭の和睦案の受け入れを表明した。謙信は武田との和睦には反対しなかったが、北条との和睦は拒絶した（『上越市史』）。後北条・上杉間の不和により甲相越一和は実現しなかったものの、武田と上杉の和睦は10月中に成立しており、長篠の敗戦とその後の織田・徳川の攻勢によって窮地に立たされていた勝頼は外交状況の改善に成功した。
翌天正4年（1576年）9月、勝頼は義昭を庇護していた安芸の毛利輝元とも同盟を結び（甲芸同盟）、武田・上杉・毛利・本願寺による信長包囲網によって信長に対抗した。その一方で勝頼は氏政の妹桂林院殿を後室に迎えることで、既存の甲相同盟の強化も図っている。
ここで注意しなければならないのは、天正3年10月の甲越和睦は天正6年8月時点で継続されており、甲越同盟はその延長上として考えられる点である（信長包囲網強化のための関係深化）。

## 同盟締結
天正6年（1578年）6月、越後において上杉謙信が急死すると、上杉氏で上杉景虎と上杉景勝の2人の養子の間で後継を巡り、御館の乱が発生する。景虎は実家の後北条氏へ援軍を要請し、勝頼も氏政から景虎後援を要請され、5月下旬には一門の武田信豊を信濃国境に派遣する。
勝頼ははじめ、景勝の和睦要請に応じて両者の調停を試み、景勝側との接触も6月初頭から行われている。同月には自ら出兵して海津城（長野県長野市）へ着陣して景勝と誓詞を交わし、謝礼の金品を受け取っており、同月下旬には春日山城へ迫る。
勝頼の調停は不首尾に終わり、8月には景勝に起請文を与え、勝頼の妹菊姫の輿入れと東上野の割譲を条件に誓詞を交わし、景勝側との同盟に外交方針を転換する。9月上旬に勝頼は甲府へ帰還し、同月には改めて景勝の援助要請を受け、越後妻有城へ兵を送っており、盟約は軍事同盟として機能している。

### 甲越同盟の内容
一　今回互いに誓紙を取り交わしたため、（武田は）永久に景勝を粗略に扱わない。両家は浮沈を共にし、片方が滅亡しない限り、通交と意見交換を行う。
一　（武田は）これより政治事項に関して景勝に対し裏表ある態度を取らない。ついては、景勝御前（菊姫）に仕える侍は抜かりなく（上杉に対する）賦役などの義務を果たすよう。
一　今後景勝と敵対すべしとの意見が武田家中にみられた場合、どのような地位・関係の者でも容赦せず、一向に反発し続けるならば成敗する。
１．景勝から勝頼に黄金1万両を送る（甲陽軍鑑）。
２．上杉支配下の東上野と信濃飯山領を割譲。信玄でなしえなかった信濃の全域支配。
３．勝頼の妹の菊姫を景勝と婚姻させることによる景勝・武田の同盟を成立。
同盟交渉に際して武田方では、主に親族・家老層であり、信越国境に配置された武田信豊や春日虎綱（高坂昌信）・信達親子のほか譜代家老の小山田信茂、勝頼側近である跡部勝資や長坂光堅、越後に居住した長井昌秀らが取次に携わっている。甲越同盟に際した外交取次は、武田家中において家格の高い信豊ら一門と当主側近の組み合わせになっている点が指摘され、儀礼面を一門、実務面を当主側近が分担して担当していたと考えられている（丸島 2000）。
甲越同盟締結に関する武田氏側発給文書は上杉家文書に多く残されているが、上杉側の発給文書は武田氏の家伝文書が散逸しているため残存数が少なく、上杉側の取次に関しては不明な点が多い。しかし、上杉側から正式な使者の派遣以降の武田氏側から発給された書状は、景勝宛以外は全て斎藤朝信、新発田長敦、竹俣慶綱のいずれか、あるいは3名宛となっており、当時景勝政権中枢を担っていたこの3人が武田氏との交渉の取次を務めていたことが指摘される。

## 甲越同盟の影響
勝頼は9月に甲府へ帰還し、12月には菊姫と景勝の婚約を行い、翌天正7年（1579年）4月に再び越後へ出陣し、9月には菊姫の輿入れが行われている。『甲陽軍鑑』に拠れば、この婚礼に際して上杉方から武田方へ多額の金品が送られたという。御館の乱は同年3月に景虎が景勝に追い込まれて自害し、収束した。
天正7年3月、御館の乱における景虎の敗死を受け、後北条氏は武田氏との関係を手切とし、甲相同盟は破綻する。
後北条氏はさらに、徳川家康と和睦を結んで武田氏に対抗し、領国を接する駿河や東上野で武田・後北条間の抗争が発生する。7月には北条の支配下にあった東上野侵攻を行い、北条氏邦（氏政の弟）と対峙する。甲越同盟は対織田氏の同盟であったが、上杉景勝は内乱後の深刻な後遺症により領内や家中が不安定であったため、武田氏に対して軍事行動を意味する「手合」を十分行えず、上杉氏は謙信後期に織田氏とも断絶関係にあった。
このため勝頼は、対後北条氏との同盟や織田氏との外交手筋として新たな同盟を模索し、信玄後期の甲相同盟破綻時に対後北条氏の同盟をもちかけていた先例のあった常陸の佐竹氏との交渉を開始し、天正8年（1580年）には相互に出兵を行っていることが確認され、甲佐同盟が成立する。さらに勝頼は里見氏ら関東の中小勢力と同盟を拡大し、後北条氏に対抗している。
なお、甲佐同盟に際した武田方の取次は一門の武田信豊と勝頼側近跡部勝資で、甲越同盟と同じく当主一門と側近の組み合わせである点が指摘されている。
勝頼は甲越同盟・甲佐同盟を軸に、天正8年4月には家臣の真田昌幸に沼田領の攻略を命じ、翌5月には沼田城を陥落させている。更に10月には再び自ら東上野へ出陣し、沼田領は領国化された。一方で、天正8年に景勝は勝頼に対し越中への出兵要請を行い、勝頼は外交使僧を派遣している。甲越同盟は一定の軍事同盟として機能しているものの、上杉方の領国・家中の不安定さもあり十分に機能していないことが指摘される。一方で勝頼は織田信長との和睦を試みており（甲江和与）、信長との和睦には織田氏との外交関係があった佐竹義重が仲介しており、景勝は勝頼に対し信長との和睦に懸念を示している。
甲江和与は一定の進捗を見せたものの、天正10年（1582年）には織田・徳川連合軍と後北条氏による本格的な甲斐侵攻が開始され、これに対して上杉氏では勝頼の要請を受け援軍を派遣させるも、新発田重家の反乱などで余裕がなかったため十分に兵を進めることができず、同年に武田氏は滅亡する。
さらに同年末には本能寺の変により信長が上方で横死し、空白地帯となった武田遺領を巡り、上杉氏と徳川氏・後北条氏の間で天正壬午の乱が発生する。上杉氏は市河氏ら北信地域の武田遺臣の一部を庇護し、北信の旧武田領の一部を接収するが、信濃・甲斐は徳川氏が掌握する。
その後、上杉氏は豊臣政権に服属し、関ヶ原の戦いを経て近世大名として存続している。

### 武田氏滅亡の要因
甲越同盟締結により、御館の乱は上杉景勝が勝利した。そのため北条氏政は勝頼との同盟を破棄した。しかし、勝頼は佐竹義重ら北関東の大名と同盟を結ぶことで、北条氏を圧迫し、武田氏最大規模の領国を築くことに成功した。これは決して長篠敗戦が武田氏滅亡の要因ではないことを示している。しかし、氏政は織田・徳川と同盟を結び、武田氏を逆包囲。高天神城の戦いで勝頼が救援出来なかった理由は、北条氏との対立が原因である。武田遺臣の多くが武田氏滅亡の要因を長篠合戦ではなく北条氏との同盟破棄と認識していた理由がここにある。
よって、武田氏滅亡の要因は甲越同盟にあると言える。
一方で甲越同盟を評価する研究者もいる。
武田氏滅亡の原因になったのは甲越同盟による北条氏との敵対だが、それは結果論であり、勝頼の判断は決して間違ってなかった。勝頼は親北条の景虎が上杉氏を継ぐことにより北条氏との対等な力関係が崩れることを恐れた。しかし、親上杉の景勝が上杉氏を継いだら武田・上杉・北条の力関係は均衡し、さらに御館の乱を鎮めた功労者として上杉氏に大きな影響力を持つことを考えた。よって勝頼の選択は決して愚策ではなかった。